# Prof. Wolfff
Prof. Wolfff war eine deutsche Krautrock-Band, die 1971 in Ulm gegründet wurde. Die Band hinterließ ein einziges Album, ebenso Prof. Wolfff genannt. Im März 1972 löste sie sich wieder auf, noch bevor im Mai das Album erschien.
„Fritz“ Herrmann und „Romi“ Schickle gingen mit verschiedenen Gastmusikern als Prof. Wolfff Ensemble von 1973 bis 1974 auf Tournee.
Von Mitte der 1970er-Jahre bis 1982 gab es ein weiteres Nachfolgeprojekt, Prof.Wolfff III, in München.

## Diskografie
- Prof. Wolfff (Album, 1972, Metronome; neu aufgelegt 1998 und 2011, Second Battle)

## Fernsehauftritte
- 6. November 1971, ARD: Talentschuppen (Südwestfunk)[1]
- 24. Februar 1973, ARD: Diskuss (Süddeutscher Rundfunk)[2]